# Besnik Hasi
Besnik Hasi (Gjakova, 29 de dezembro de 1971) é um ex-futebolista e treinador de futebol albanês que atuava como meio-campista. Atualmente é o técnico do ?.

## Carreira
Em 20 anos como jogador, Hasi defendeu 10 clubes, com destaque para Genk e Anderlecht, pelo qual sagrou-se campeão belga em 3 temporadas, além de ter vencido 2 Supercopas, em 2000 e 2001. Antes, havia jogado por Liria Prizren (onde iniciou a carreira em 1988), NK Zagreb, Dinamo Pančevo, FK Priština, Samobor, Munique 1860 (todos por empréstimo), Lokeren e Cercle Brugge, última equipe que defendeu, na temporada 2007/08, quando se aposentou.
Voltou ao Anderlecht ainda em 2008, agora como auxiliar-técnico, função que desempenhou até março de 2014, quando substituiu John van den Brom.

## Seleção
Com a camisa da Seleção Albanesa de Futebol, Hasi jogou 47 jogos entre 2000 e 2007, marcando 2 gols. Durante sua carreira internacional, o meio-campista tornou-se o primeiro kosovar a defender a Seleção Albanesa.

## Títulos

### Com o Genk
- Campeonato Belga: 1998/99
- Copa da Bélgica: 1999/00

### Com o Anderlecht
- Campeonato Belga: 2000/01, 2003/04, 2005/06
- Supercopa da Bélgica: 2000, 2001